# Elżbieta Jankowska (wioślarka)
Elżbieta Jadwiga Jankowska (ur. 2 października 1964 w Kożuchowie) – polska wioślarka, olimpijka z Seulu 1988. Zawodniczka PTW "Budowlani" Płock, a następnie AZS-AWF Warszawa.
Mistrzyni Polski z 1987 roku w czwórce ze sternikiem oraz w dwójce podwójnej.
Uczestniczka mistrzostw świata w roku 1985 w czwórce ze sternikiem (partnerkami były:Katarzyna Janc, Zyta Jarka, Elwira Lorenz, Katarzyna Żmuda (sterniczka)). Polska osada zajęła 5. miejsce.
Dwukrotna złota medalistka akademickich mistrzostw świata w Amsterdamie w roku 1986 w konkurencji dwójek podwójnych (patnerką była Wioletta Zbytek) na dystansie 500 metrów i 2000 metrów.
Na igrzyskach w Seulu wystartował w czwórce ze sternikiem (partnerkami były: Zyta Jarka, Elwira Lorenz, Czesław Szczepińska, Grażyna Błąd-Kotwica (sterniczka)). Polska osada zajęła 8. miejsce.